# Ziziphus nummularia
Ziziphus nummularia is een soort behorend tot de wegedoornfamilie (Rhamnaceae). De soort komt voor in het oostelijke deel van het Middellandse Zeegebied, het Midden-Oosten en op het Indisch subcontinent. Het is een doornige struik die een hoogte kan bereiken van 3 meter. Deze kunnen dichte bosjes vormen. 